# Alessandro Barbero

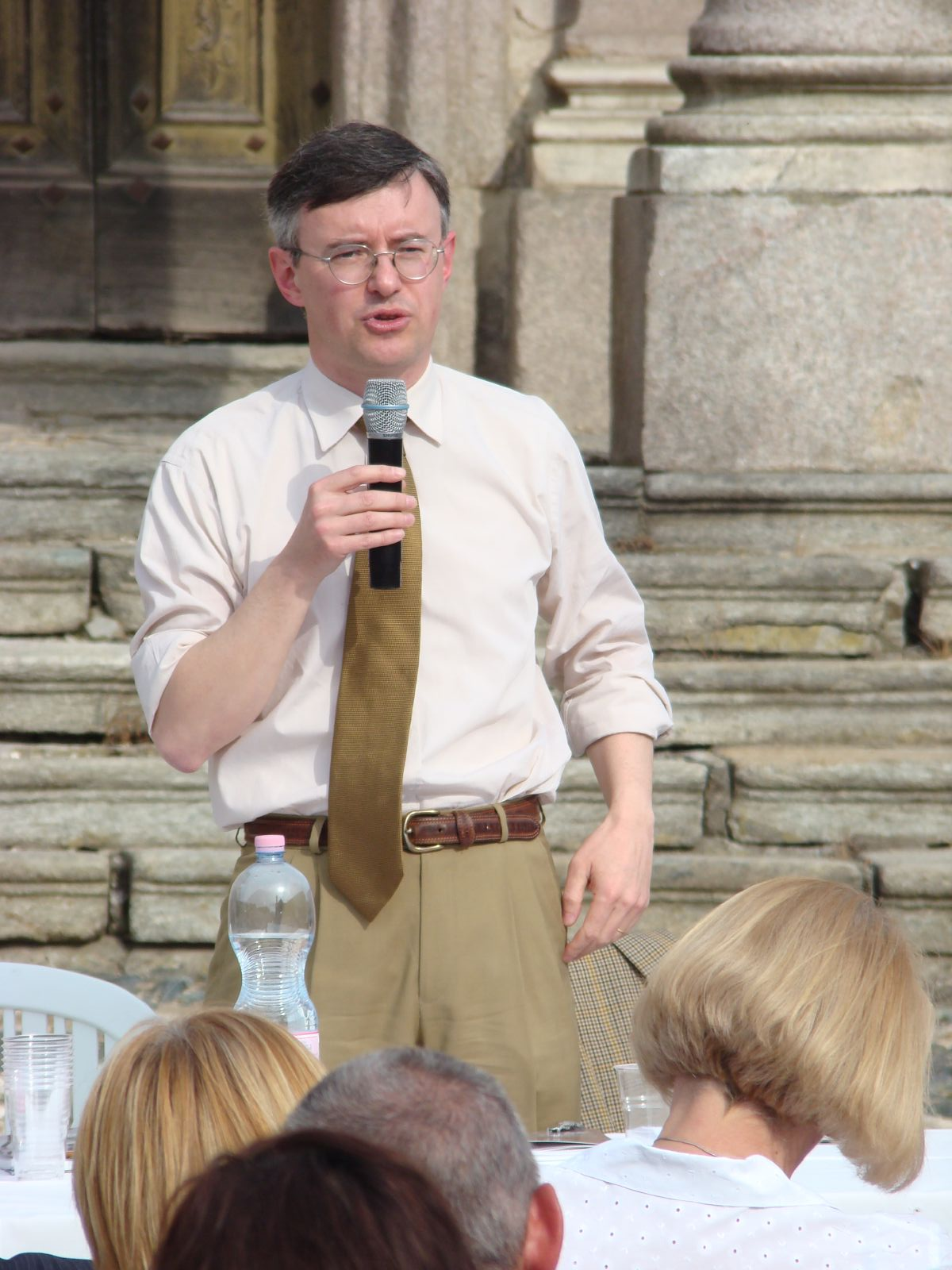
Alessandro Barbero, 2008

Alessandro Barbero (Turijn, 30 april 1959) is een professor aan de Universiteit van Vercelli in Italië, gespecialiseerd in de middeleeuwen.
In 1981 studeerde hij af met een scriptie over middeleeuwse geschiedenis aan de Universiteit van Turijn. Vervolgens studeerde hij aan de École Normale Supérieure in Pisa tot 1984, toen hij een positie kreeg als hoogleraar middeleeuwse geschiedenis aan de Tor Vergata Universiteit in Rome. In 1998 werd hij universitair hoofddocent aan de Università del Piemonte Orientale
in Vercelli; en sinds 2004 is hij gewoon hoogleraar aan zijn universiteit.
Hij is lid van de redactie van het tijdschrift Storia en werkt samen met de publicaties Tuttolibri van La Stampa, Medioevo en het culturele supplement van Il Sole 24 ORE, evenals met het televisieprogramma Superquark en het radiostation Radio 2 van de Radiotelevisione Italiana (RAI).
Hij is ook schrijver van romans en geschiedenisboeken en won in 1996 de Premio Strega, de meest gerenommeerde literaire onderscheiding van Italië, voor Bella vita e guerre altrui di Mr. Pyle gentiluomo. Zijn tweede roman, Romanzo russo. Fiutando i futuri supplizi, werd in het Engels vertaald als The Anonymous Novel. Sensing the Future Torments.
Vanaf 2007 behaalde hij met zijn presentaties op televisie een groot professioneel succes, en bracht hij het publiek dichter bij  belangrijke historische gebeurtenissen. Door het gebruik van nieuwe technologieën, podcasts en video's van conferenties of lessen, werd hij een populaire media-persoonlijkheid met miljoenen volgers. In 2023 ontving hij de Manzoni-prijs voor zijn carrière. 